# Temporada 1960 del Campeonato del Mundo de Motociclismo
La temporada de 1960 del Campeonato del Mundo de Motociclismo fue la 12.º edición del Campeonato Mundial de Motociclismo.

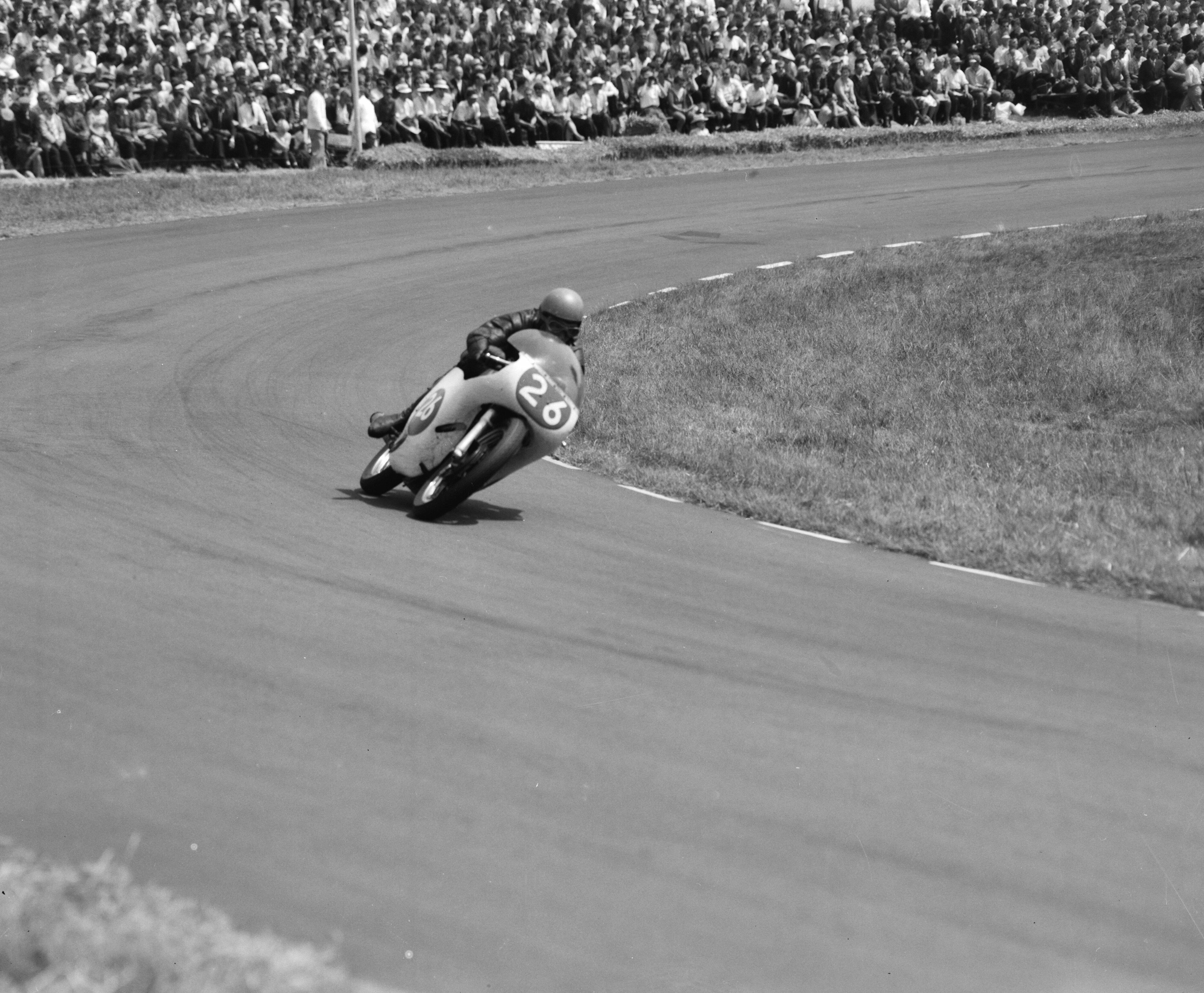
Tom Phillis ganando el título de 125cc.

La temporada consistió en once pruebas en seis cilindradas: 500cc, 350cc, 250cc, 125cc, 50cc y Sidecars 500cc. Comenzó el 23 de abril en el Gran Premio de España y finalizó en el Gran Premio de Argentina el 15 de octubre.

## Resumen
Después del intento infructuoso de 1959 de insertar una nueva clase que incluía en las carreras tanto prototipos como las motocicleta derivadas de la serie, volvió a la regulación anterior, sin cambios con respecto a las puntuaciones y métodos de conteo en las clasificaciones de fin de año.
Continuando con la ausencia de las casas italianas que habían firmado el acuerdo de abstención, así como de las británicas, era previsible que la MV Agusta, que también había mantenido los pilotos del año anterior, acaparara los títulos. De hecho fue así, con las clasificaciones prácticamente idénticas a las de 1959: John Surtees ganador en 500 y 350cc, Carlo Ubbiali ganador en 250 y 125. De esta manera, por tercera vez consecutiva, MV Agusta conquistó todos los títulos con respecto a las motos individuales (dejando a BMW la general de Sidecar).
Durante este año hubo un mayor esfuerzo en los deportes por parte de Honda y también otras dos fabricantes japonesas: Suzuki y Yamaha. Otros recién llegados fueron Aermacchi que acababa de firmar un acuerdo con Harley Davidson.
La conclusión de este campeonato también vio la retirada de las competiciones de los actuales campeones del mundo: Ubbiali se retiró después de obtener 9 títulos mundiales y Surtees, que había obtenido 7, decidió cambiar al automovilismo. Ya ese mismo año había participado en algunas carreras de Fórmula 1.

## Calendario y resultados
| Ronda | Fecha            | Gran Premio                     | Circuito            | Ganador 125cc | Ganador 250cc | Ganador 350cc | Ganador 500cc |          |
| ----- | ---------------- | ------------------------------- | ------------------- | ------------- | ------------- | ------------- | ------------- | -------- |
| 1     | 22 de mayo       | Gran Premio de Francia          | Circuito de Charade |               |               | Gary Hocking  | John Surtees  | Artículo |
| 2     | 17 de junio      | TT Isla de Man                  | Snaefell Mountain   | Carlo Ubbiali | Gary Hocking  | John Hartle   | John Surtees  | Artículo |
| 3     | 25 de junio      | Gran Premio de los Países Bajos | TT Circuit Assen    | Carlo Ubbiali | Carlo Ubbiali | John Surtees  | Remo Venturi  | Artículo |
| 4     | 3 de julio       | Gran Premio de Bélgica          | Spa-Francorchamps   | Ernst Degner  | Carlo Ubbiali |               | John Surtees  | Artículo |
| 5     | 24 de julio      | Gran Premio de Alemania         | Hockenheimring      |               | Gary Hocking  |               | John Surtees  | Artículo |
| 6     | 6 de agosto      | Gran Premio del Úlster          | Dundrod Circuit     | Carlo Ubbiali | Carlo Ubbiali | John Surtees  | John Hartle   | Artículo |
| 7     | 11 de septiembre | Gran Premio de las Naciones     | Monza               | Carlo Ubbiali | Carlo Ubbiali | Gary Hocking  | John Surtees  | Artículo |

## Resultados

### 500cc[2]
| Pos. | Piloto                | Moto               | FRA | MAN | HOL | BEL | GER | ULS | NAC | Pts.    |
| ---- | --------------------- | ------------------ | --- | --- | --- | --- | --- | --- | --- | ------- |
| 1    | John Surtees          | MV Agusta          | 1   | 1   | Ret | 1   | 1   | 2   | 1   | 32 (46) |
| 2    | Remo Venturi          | MV Agusta          | 2   |     | 1   | 2   | 2   |     | Ret | 26      |
| 3    | John Hartle           | MV Agusta / Norton |     | 2   | Ret | 8   |     | 1   | 5   | 16      |
| 4    | Bob Brown             | Norton             | 3   | 6   | 2   | 3   |     |     |     | 15      |
| -    | Emilio Mendogni       | MV Agusta          |     |     | 3   | 6   | 3   |     | 2   | 15      |
| 6    | Mike Hailwood         | Norton             |     | 3   | 5   | 4   |     | Ret | 3   | 13      |
| 7    | Paddy Driver          | Norton             | 4   | 9   | 4   | Ret | 7   | Ret | 4   | 9       |
| 8    | Dickie Dale           | Norton             |     | 5   | 6   | 12  | 4   | 7   | 9   | 6       |
| 9    | Jim Redman            | Norton             |     | 15  |     | 5   | Ret | 5   | 6   | 5       |
| 10   | Alan Shepherd         | Matchless          |     | Ret |     |     |     | 3   |     | 4       |
| 11   | Tom Phillis           | Norton             |     | 4   |     |     |     | 6   |     | 4       |
| 12   | Ralph Rensen          | Norton             |     | 10  |     |     |     | 4   |     | 3       |
| 13   | John Hempleman        | Norton             | 9   |     |     | 7   | 5   |     |     | 2       |
| 14   | Ladislaus Richter     | Norton             | 5   | Ret |     | Ret | Ret |     |     | 2       |
| 15   | Fumio Ito             | BMW                | 6   |     | 10  | 10  |     |     |     | 1       |
| 16   | Rudolf Gläser         | Norton             |     |     | Ret | 15  | 6   |     | Ret | 1       |
| 17   | Hugh Anderson         | Norton             | 7   | Ret |     |     |     | Ret | 7   | 0       |
| 18   | Frank Perris          | Norton             |     |     | 7   | Ret |     | Ret |     | 0       |
| 19   | Tony Godfrey          | Norton             |     | 7   |     |     |     |     |     | 0       |
| 20   | Jack Findlay          | Norton             |     |     | 11  | Ret | 12  | 13  | 8   | 0       |
| 21   | Hans-Günter Jäger     | BMW                | 11  |     | Ret | 16  | 8   |     | Ret | 0       |
| 22   | Robert Weston         | Norton             | 8   |     | Ret | 14  |     |     |     | 0       |
| 23   | Bob Anderson          | Norton             |     | 8   | Ret | Ret |     | Ret | Ret | 0       |
| 24   | Ron Miles             | Norton             |     |     | 8   | Ret |     | Ret |     | 0       |
| 25   | Bruce Daniels         | Norton             |     |     |     |     |     | 8   |     | 0       |
| 26   | Bert Schneider        | Norton             |     | Ret | Ret | 9   | 9   |     |     | 0       |
| 27   | Steve Murray          | Matchless          |     | 28  |     |     |     | 9   |     | 0       |
| 28   | Ernst Hiller          | BMW                |     |     | 9   |     |     |     |     | 0       |
| 29   | Jacques Insermini     | Norton             | 10  |     |     | 13  | 10  | Ret | 10  | 0       |
| 30   | Peter Middleton       | Norton             |     | 14  |     |     |     | 10  |     | 0       |
| 31   | Lothar John           | BMW                | 13  |     |     |     | 17  |     | 11  | 0       |
| 32   | Peter Pawson          | Norton             |     | Ret |     | 11  |     | Ret |     | 0       |
| 33   | Alois Huber           | BMW                |     |     |     |     | 11  |     |     | 0       |
| =    | John Lewis            | Norton             |     | 11  |     |     |     |     |     | 0       |
| =    | George Purvis         | Matchless          |     |     |     |     |     | 11  |     | 0       |
| 36   | Jannie Stander        | Norton             | 12  | 27  |     |     |     |     |     | 0       |
| 37   | Heinz Kauert          | Matchless          |     |     |     |     | Ret |     | 12  | 0       |
| 38   | Anton Elbersen        | BMW                |     |     | 12  |     |     |     |     | 0       |
| =    | Roy Ingram            | Norton             |     | 12  |     |     |     |     |     | 0       |
| =    | Ray Spence            | Norton             |     |     |     |     |     | 12  |     | 0       |
| 41   | Allen Krupa           | Norton             |     | 34  |     |     | 13  |     |     | 0       |
| 42   | Bill Smith            | Matchless          |     | 13  |     |     |     |     |     | 0       |
| =    | Vasco Loro            | Norton             |     |     |     |     |     |     | 13  | 0       |
| 44   | Raymond Bogaerdt      | Norton             |     |     | Ret | 17  | 14  |     |     | 0       |
| 45   | Jean-Pierre Bayle     | Norton             | 14  |     |     | Ret | Ret |     |     | 0       |
| 46   | Vernon Cottle         | Norton             |     | Ret |     |     |     | 14  |     | 0       |
| 47   | Eddie Crooks          | Norton             |     | Ret |     |     |     | 15  |     | 0       |
| =    | Raymond Hanset        | Norton             |     |     |     | Ret | 15  |     |     | 0       |
| =    | Fritz Kläger          | Horex              | 15  |     |     |     | Ret |     |     | 0       |
| 50   | Jack Bullock          | Matchless          |     | 16  |     |     |     | 21  |     | 0       |
| 51   | Antoine Paba          | Norton             | 16  |     |     |     |     |     |     | 0       |
| =    | Tommy Holmes          | Norton             |     |     |     |     |     | 16  |     | 0       |
| =    | Walter Scheimann      | Norton             |     |     |     |     | 16  |     |     | 0       |
| 54   | Syd Mizen             | Matchless          |     | 17  |     |     |     |     |     | 0       |
| =    | Trevor Pound          | Norton             |     |     |     |     |     | 17  |     | 0       |
| =    | Hans Schmidt          | Norton             | 17  |     |     |     |     |     |     | 0       |
| 57   | Derek Powell          | Matchless / Norton |     | 18  |     |     |     | 18  |     | 0       |
| 58   | Fritz Meyer           | BMW                |     |     |     |     | 18  |     |     | 0       |
| =    | Guy Troncarelli       | Norton             | 18  |     |     |     |     |     |     | 0       |
| 60   | George Catlin         | Matchless          |     | 19  |     |     |     |     |     | 0       |
| =    | Sven-Olov Gunnarsson  | Norton             |     |     |     |     |     | 19  |     | 0       |
| =    | Karl Recktenwald      | Norton             |     |     |     |     | 19  |     |     | 0       |
| 63   | Billy McCosh          | AJS                |     | 32  |     |     |     | 20  |     | 0       |
| 64   | Terry Shepherd        | Norton             |     | 20  |     |     |     | Ret |     | 0       |
| 65   | Fred Stevens          | Norton             |     | 21  |     |     |     |     |     | 0       |
| 66   | Don Chapman           | Norton             |     | 22  |     |     |     |     |     | 0       |
| =    | Dick Creith           | BSA                |     |     |     |     |     | 22  |     | 0       |
| 68   | Jack Brett            | Norton             |     | 23  |     |     |     |     |     | 0       |
| =    | Martin Brosnan        | Norton             |     |     |     |     |     | 23  |     | 0       |
| 70   | Alf Shaw              | Norton             |     | 36  |     |     |     | 24  |     | 0       |
| 71   | Bob Rowbottom         | Norton             |     | 24  |     |     |     |     |     | 0       |
| 72   | Frank Gordon          | Matchless          |     |     |     |     |     | 25  |     | 0       |
| =    | John Hurlstone        | Norton             |     | 25  |     |     |     |     |     | 0       |
| 74   | William Roberton      | Norton             |     |     |     |     |     | 26  |     | 0       |
| =    | Derek Russell         | Norton             |     | 26  |     |     |     |     |     | 0       |
| 76   | Ernie Oliver          | Norton             |     |     |     |     |     | 27  |     | 0       |
| 77   | Robert McCracken      | Norton             |     |     |     |     |     | 28  |     | 0       |
| 78   | Alberto Pagani        | Norton             |     | 29  |     |     |     |     |     | 0       |
| =    | Jack Redmond          | Norton             |     |     |     |     |     | 29  |     | 0       |
| 80   | Harry Grant           | Norton             |     | 30  |     |     |     |     |     | 0       |
| =    | Jack Shannon          | BSA                |     |     |     |     |     | 30  |     | 0       |
| 82   | Owen Greenwood        | Triumph            |     | 31  |     |     |     |     |     | 0       |
| 83   | Ronald Cousins        | Norton             |     | 33  |     |     |     |     |     | 0       |
| 84   | Bill Beevers          | Norton             |     | 35  |     |     |     |     |     | 0       |
| 85   | Albert Moule          | Norton             |     | 37  |     |     |     |     |     | 0       |
| 86   | Patrick Manning       | Norton             |     | 38  |     |     |     |     |     | 0       |
| 87   | Joe Glazebrook        | Norton             |     | 39  |     |     |     |     |     | 0       |
| 88   | George Northwood      | Norton             |     | 40  |     |     |     |     |     | 0       |
| -    | John Simmonds         | Matchless          |     | NC  |     |     |     |     |     | 0       |
| -    | Dave Wildman          | Norton             |     | NC  |     |     |     |     |     | 0       |
| -    | Alan Trow             | Norton             |     | Ret |     | Ret |     | Ret |     | 0       |
| -    | Bob McIntyre          | Norton             |     | Ret |     |     |     | Ret |     | 0       |
| -    | Bill Prowting         | AJS / Norton       |     | Ret |     |     |     | Ret |     | 0       |
| -    | Tom Thorp             | Matchless          |     | Ret |     |     |     | Ret |     | 0       |
| -    | Martinus van Son      | Norton             |     |     |     |     | Ret |     | Ret | 0       |
| -    | Chris Anderson        | Norton             |     |     |     |     |     | Ret |     | 0       |
| -    | Jean-Claude Bargetzi  |                    | Ret |     |     |     |     |     |     | 0       |
| -    | James Beckett         | Norton             |     | Ret |     |     |     |     |     | 0       |
| -    | Monty Buxton          | Norton             |     | Ret |     |     |     |     |     | 0       |
| -    | Paolo Campanelli      | Norton             |     |     |     |     |     |     | Ret | 0       |
| -    | Geoff Canning         | BSA                |     |     |     |     |     | Ret |     | 0       |
| -    | Roly Capner           | BSA                |     | Ret |     |     |     |     |     | 0       |
| -    | Bror-Erland Carlsson  | Matchless          |     |     |     |     |     | Ret |     | 0       |
| -    | Evert Carlsson        | BMW                |     |     |     |     | Ret |     |     | 0       |
| -    | Louis Carr            | Matchless          |     | Ret |     |     |     |     |     | 0       |
| -    | Peter Chatterton      | Matchless          |     | Ret |     |     |     |     |     | 0       |
| -    | Artemio Cirelli       | Gilera             |     |     |     |     |     |     | Ret | 0       |
| -    | Sam Cooper            | Norton             |     | Ret |     |     |     |     |     | 0       |
| -    | Davy Crawford         | Norton             |     |     |     |     |     | Ret |     | 0       |
| -    | Giuseppe Dardanello   | Norton             |     |     |     |     |     |     | Ret | 0       |
| -    | Graham Downes         | Norton             |     | Ret |     |     |     |     |     | 0       |
| -    | Mike Duff             | Norton             |     | Ret |     |     |     |     |     | 0       |
| -    | Holger Ekström        | Norton             |     | Ret |     |     |     |     |     | 0       |
| -    | Frans Fagerström      | Matchless          |     | Ret |     |     |     |     |     | 0       |
| -    | Ray Fay               | Matchless          |     | Ret |     |     |     |     |     | 0       |
| -    | Hans-Siegfried Gläser | Norton             |     |     |     |     | Ret |     |     | 0       |
| -    | Klaus Hamelmann       | Münch              |     |     |     |     | Ret |     |     | 0       |
| -    | Andreas Klaus         | Norton             |     |     |     |     | Ret |     |     | 0       |
| -    | Den Jarman            | Matchless          |     | Ret |     |     |     |     |     | 0       |
| -    | Giuseppe Mantelli     | Gilera             |     |     |     |     |     |     | Ret | 0       |
| -    | Emanuele Maugliani    | Gilera             |     |     |     |     |     |     | Ret | 0       |
| -    | Alfredo Milani        | Gilera             |     |     |     |     |     |     | Ret | 0       |
| -    | Derek Minter          | Norton             |     | Ret |     |     |     |     |     | 0       |
| -    | Laurence Povey        | BSA                |     | Ret |     |     |     |     |     | 0       |
| -    | Gijs Oosterbaan       | Norton             |     |     |     |     | Ret |     |     | 0       |
| -    | Llewelyn Ranson       | Norton             |     | Ret |     |     |     |     |     | 0       |
| -    | Harold Riley          | Norton             |     | Ret |     |     |     |     |     | 0       |
| -    | Bill Robertson        | Norton             |     | Ret |     |     |     |     |     | 0       |
| -    | Tommy Robinson        | Norton             |     |     |     |     | Ret |     |     | 0       |
| -    | Renzo Rossi           | Gilera             |     |     |     |     |     |     | Ret | 0       |
| -    | Graham Smith          | Norton             |     | Ret |     |     |     |     |     | 0       |
| -    | William van Leeuwen   | Norton             |     |     | Ret |     |     |     |     | 0       |
| -    | Joe Wright            | Norton             |     | Ret |     |     |     |     |     | 0       |
| -    | Benedetto Zambotti    | Gilera             |     |     |     |     |     |     | Ret | 0       |
| Pos. | Piloto                | Moto               | FRA | MAN | HOL | BEL | GER | ULS | NAC | Pts.    |

### 350cc[3]
| Pos. | Piloto            | Moto               | Pts. |
| ---- | ----------------- | ------------------ | ---- |
| 1    | John Surtees      | MV Agusta          | 22   |
| 2    | Gary Hocking      | MV Agusta          | 22   |
| 3    | John Hartle       | MV Agusta / Norton | 18   |
| 4    | František Šťastný | Jawa               | 12   |
| 5    | Bob Anderson      | Norton             | 9    |
| 6    | Bob Brown         | Norton             | 6    |
| 7    | Hugh Anderson     | AJS                | 5    |
| 8    | Dickie Dale       | Norton             | 5    |
| 9    | Paddy Driver      | Norton             | 5    |
| 10   | Bob McIntyre      | AJS                | 4    |
| 11   | Derek Minter      | Norton             | 3    |
| 12   | Ralph Rensen      | Norton             | 2    |
| 13   | Frank Perris      | Norton             | 1    |
| =    | John Hempleman    | Norton             | 1    |

### 250cc[4]
| Pos. | Piloto              | Equipo     | Pts. |
| ---- | ------------------- | ---------- | ---- |
| 1    | Carlo Ubbiali       | MV Agusta  | 32   |
| 2    | Gary Hocking        | MV Agusta  | 28   |
| 3    | Luigi Taveri        | MV Agusta  | 11   |
| 4    | Jim Redman          | Honda      | 10   |
| 5    | Mike Hailwood       | FB-Mondial | 8    |
| 6    | Tom Phillis         | Honda      | 6    |
| 7    | Kunimitsu Takahashi | Honda      | 6    |
| 8    | Ernst Degner        | MZ         | 5    |
| 9    | Tarquinio Provini   | Morini     | 4    |
| =    | Teisuke Tanaka      | Honda      | 4    |
| 11   | Bob Brown           | Honda      | 3    |
| =    | John Hempleman      | MZ         | 3    |
| =    | Dickie Dale         | MZ         | 3    |
| 14   | Michio Kitano       | Honda      | 2    |
| =    | Alberto Pagani      | Aermacchi  | 2    |
| =    | Gilberto Milani     | Honda      | 2    |
| 17   | Naomi Taniguchi     | Honda      | 1    |
| =    | Günter Beer         | Adler      | 1    |
| =    | Yukio Satoh         | Honda      | 1    |

### 125cc[5]
| Pos. | Piloto              | Equipo    | Pts. |
| ---- | ------------------- | --------- | ---- |
| 1    | Carlo Ubbiali       | MV Agusta | 24   |
| 2    | Gary Hocking        | MV Agusta | 18   |
| 3    | Ernst Degner        | MZ        | 16   |
| 4    | Bruno Spaggiari     | MV Agusta | 12   |
| 5    | John Hempleman      | MZ        | 10   |
| 6    | Luigi Taveri        | MV Agusta | 6    |
| 7    | Jim Redman          | Honda     | 6    |
| 8    | Alberto Gandossi    | MZ        | 4    |
| 9    | Bob Anderson        | MZ        | 2    |
| 10   | Naomi Taniguchi     | Honda     | 1    |
| =    | Giichi Suzuki       | Honda     | 1    |
| =    | Mike Hailwood       | Ducati    | 1    |
| =    | Kunimitsu Takahashi | Honda     | 1    |